# Anguis cephallonica
Espèce
Synonymes
- Anguis fragilis var. cephallonica Werner, 1894
- Anguis cephallonicus Werner, 1894
- Anguis fragilis peloponnesiacus Stepanek, 1937
- Anguis cephalonnica Werner, 1894

Anguis cephallonica est une espèce de sauriens de la famille des Anguidae. Elle est appelée Orvet doré ou Orvet du Péloponnèse.

## Répartition
Cette espèce est endémique de Grèce. Elle se rencontre au Péloponnèse, à Zante et à Céphalonie.

## Taxinomie
Cette espèce a longtemps été considérée comme identique à son cousin Anguis fragilis ou encore comme une sous-espèce de cette dernière, sous le nom de Anguis fragilis peloponnesiacus. Elle est désormais considérée comme une espèce distincte,.
On rencontre parfois cette espèce sous le nom Anguis cephallonicus, ce qui est erroné car Anguis est féminin alors que cephallonicus est masculin, d'où la correction du nom en Anguis cephallonica.

## Publication originale
- Werner, 1894 : Die Reptilien- und Batrachierfauna der jonischen Inseln. Verhandllungen der kaiserlich-kongiglichen zoologish-botanischen Gesellschaft in Wien, vol. 44, p. 225-237 (texte intégral).